# Alberto González Fernández
Alberto González Fernández (Tolox, Málaga, 7 de junio de 1979) es un entrenador de fútbol español que desde marzo de 2024 dirige al Albacete Balompié de la Segunda División de España.

## Carrera deportiva
El entrenador malagueño es licenciado en Ciencias de la Actividad Física y el Deporte, comenzó su trayectoria en los banquillos dirigiendo al Atlético de Coín en categoría cadete, antes de ingresar en 2001 en la estructura del Málaga CF para ser técnico del conjunto alevín.
En las siguientes temporadas dirigió a clubs modestos, como el Granada Atlético CF y Arenas de Armilla de la Tercera División.
En la temporada 2010-11, dirigió al Málaga CF Juvenil "A" de la División de Honor Andaluza, con el que se proclamó subcampeón de la Copa del Rey Juvenil.
En las siguientes temporadas trabajó como adjunto a la dirección deportiva del Málaga CF y como técnico de formación de la cantera para el Real Betis Balompié junto a Óscar Cano Moreno.
En la temporada 2014-15, volvió a la Tercera División para dirigir al Loja CD.
En 2015 firmó como entrenador del CP El Ejido de la Tercera División, con el que ascendió a Segunda B al término de la temporada 2015-16.
El 29 de diciembre de 2018, tras 3 temporadas y media en el cargo y pese haber conseguido unos muy buenos resultados al frente del equipo, González Fernández dejó de ser entrenador del CP El Ejido.
En la temporada 2019-20, firmó como entrenador del Real Jaén CF de la Tercera División.
El 28 de enero de 2020, abandonó el Real Jaén CF, para aceptar la propuesta del San Fernando CD de Segunda B, sustituyendo a Tito García Sanjuán. Pese a conseguir clasificar al equipo gaditano entre los seis primeros de la competición, el club no renovaría al técnico para la siguiente temporada.
El 15 de agosto de 2020, firmó por el Linares Deportivo de Segunda B.
El 2 de junio de 2021, decidió no continuar al frente del Linares Deportivo pese a conseguir el ascenso a Primera Federación y el título del grupo IV de Segunda B, además de jugar el play off de ascenso a Segunda División donde fue derrotado por la SD Amorebieta por el resultado final de 1-2.
El 25 de septiembre de 2021, y tras solo 4 jornadas disputadas, regresó nuevamente al Linares Deportivo, equipo que milita en el Grupo II de Primera Federación para sustituir al técnico argentino Alejandro Sandroni.
El 9 de junio de 2023, fue anunciado como nuevo entrenador del Betis Deportivo, equipo que militaba en el Grupo IV de la Segunda Federación.
El 27 de marzo de 2024, firmó por el Albacete Balompié de la Segunda División.

## Trayectoria como entrenador
Actualizado a 1 de junio de 2025
| Club                        | País   | Categoría                   | Año       | PJ  | PG  | PE  | PP  | % ptos. |
| --------------------------- | ------ | --------------------------- | --------- | --- | --- | --- | --- | ------- |
| Granada Atlético CF Juvenil | España | División de Honor           | 2006-2008 | 58  | 33  | 6   | 19  | 55.24%  |
| Granada Atlético CF         | España | Tercera División            | 2008-2009 | 38  | 14  | 7   | 17  | 42.98%  |
| Arenas de Armilla           | España | Tercera División            | 2009-2010 | 36  | 9   | 8   | 19  | 32.41%  |
| Málaga CF Juvenil "A"       | España | División de Honor           | 2010-2011 | 30  | 17  | 4   | 9   | 54.55%  |
| Loja CD                     | España | Tercera División            | 2014-2015 | 38  | 20  | 9   | 9   | 60.53%  |
| CP El Ejido                 | España | Tercera División/ Segunda B | 2015-2018 | 132 | 56  | 29  | 47  | 49.75%  |
| Real Jaén CF                | España | Tercera División            | 2019-2020 | 22  | 12  | 4   | 6   | 60.61%  |
| San Fernando CD             | España | Segunda B                   | 2020      | 6   | 3   | 2   | 1   | 61.11%  |
| Linares Deportivo           | España | Segunda B                   | 2020-2021 | 24  | 14  | 5   | 5   | 65.28%  |
| Linares Deportivo           | España | Primera Federación          | 2021-2023 | 72  | 34  | 15  | 23  | 54.17%  |
| Betis Deportivo             | España | Segunda Federación          | 2023-2024 | 28  | 11  | 11  | 6   | 52.38%  |
| Albacete Balompié           | España | Segunda División            | 2024-     | 52  | 20  | 17  | 15  | 49.36%  |
| Total                       | Total  | Total                       | Total     | 536 | 243 | 117 | 176 | 52.61%  |